# 393
Năm 393 là một năm trong lịch Julius.